# Vieningas Kaunas
Vieningas Kaunas ist eine  politische Organisation (eine Wählergruppe, sogenannter „gesellschaftlicher Wahlausschuss“, litauisch Visuomeninis rinkimų komitetas, und ein Verein in der Rechtsform Asociacija) in Kaunas, Litauen.

## Geschichte
Sie wurde am 7. September 2010 errichtet.  „Vieningas Kaunas“ gewann  die Kommunalwahlen in Litauen 2015 in der Stadtgemeinde Kaunas. Sie erhielt 35.738  	(oder 29,64 %) Stimmen	und damit 16 Mandate im Stadtrat Kaunas. Der Spitzenkandidat war Unternehmer Visvaldas Matijošaitis. Im 2. Wahlgang setzte er sich am 15. März 2015 gegen konservativen Politiker, ehemaligen Bürgermeister Andrius Kupčinskas und ist seit 2015 Bürgermeister von Kaunas.
„Vieningas Kaunas“ gewann auch die Kommunalwahlen 2019. Die Wählergruppe erhielt 84.287 (oder 65,80 %) Stimmen	und damit 32 Mandate im Stadtrat Kaunas. Der Spitzenkandidat war Unternehmer Visvaldas Matijošaitis. Er bekam 101.938 (oder 80,75 %) Simmen und wurde schon im 1. Wahlgang ausgewählt.

## Politiker
- Visvaldas Matijošaitis, Unternehmer, seit 2015 Bürgermeister von Kaunas
- Jūratė Elena Norvaišienė (* 1935),  Dozentin der Kauno medicinos institutas

Vizebürgermeister
- Mantas Jurgutis (* 1987)
- Povilas Mačiulis (* 1986)
- Andrius Palionis (* 1975), von 2012 bis 2016 Seimas-Mitglied
- Rasa Šnapštienė  (* 1963)